# Christian-Luis de Montmorency-Luxemburgo

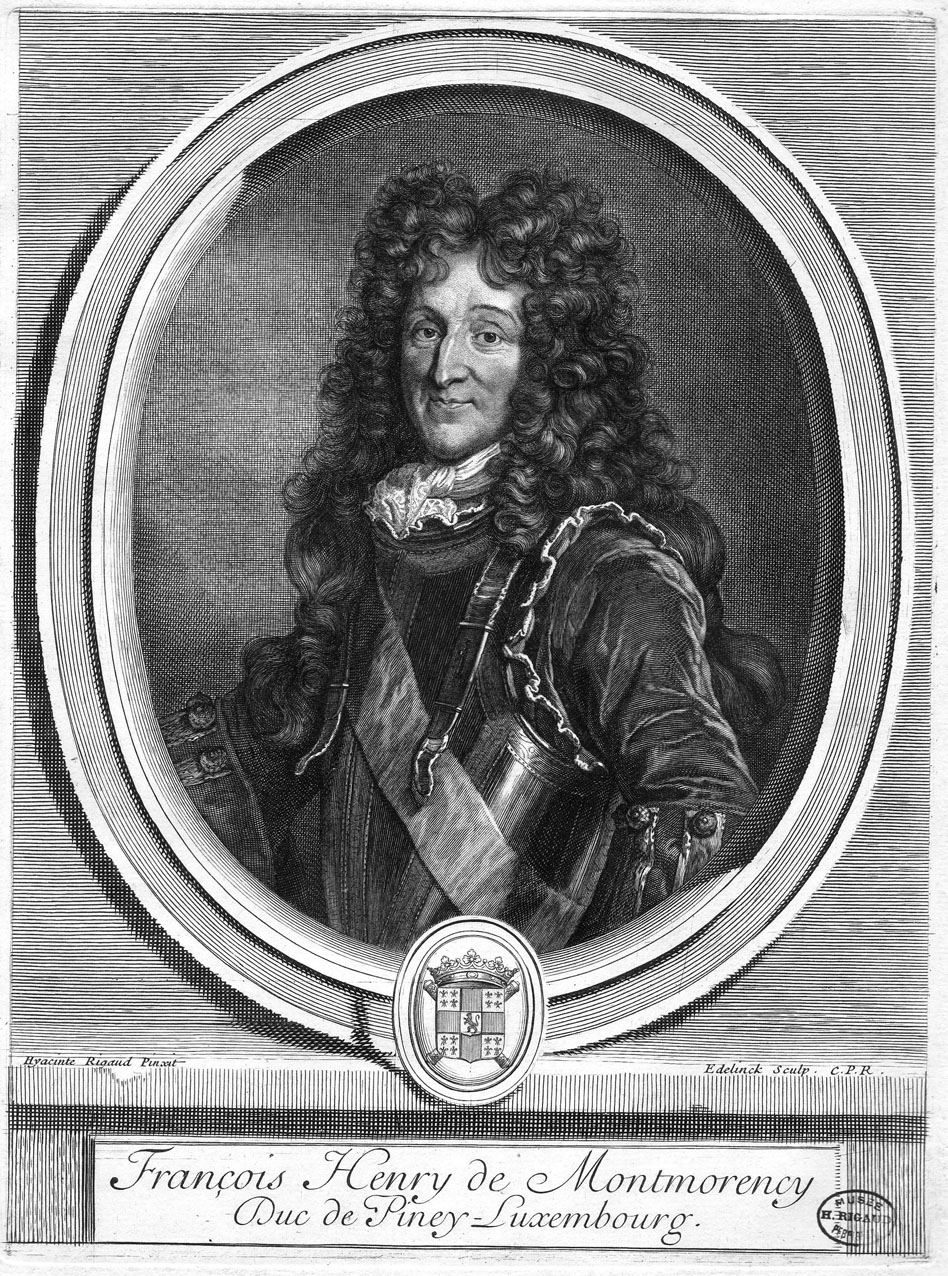
El Príncipe Francisco Enrique de Montmorency-Luxemburgo, el "Mariscal de Luxemburgo", padre del Príncipe Cristián Luis de Montmorency-Luxemburgo.

El príncipe Christian-Louis de Montmorency-Luxembourg (París, 9 de febrero de 1675 - 23 de noviembre de 1746), príncipe de Tingry, conde de Beaumont y conde de Luxe fue un noble y militar francés del siglo XVIII, mariscal de Francia en 1734.

## Biografía
El Príncipe Cristián Luis de Montmorency-Luxemburgo nació en París el 9 de febrero de 1675 como el hijo menor de sus padres, el duque François-Henri de Montmorency-Luxembourg, llamado "el Tapisero de Notre-Dame", Par de Francia, conde de Bouteville, conde soberano de Luxe (Navarra), duque de Piney-Luxembourg, Mariscal de Francia, y de la Princesa Magdalena Carlota Bona Teresa de Clermont-Tonnerre-Luxemburgo, Princesa de Tingry, Duquesa de Piney-Luxemburgo, Condesa de Ligny, Baronesa de Dangu, heredera universal y representante de la rama menor de la Casa Imperial de Luxemburgo a la muerte de sus padres.
Siendo menor de edad, fue recibido como Caballero de la Soberana Orden de Malta, siendo conocido desde entonces con el nombre del "Caballero de Luxemburgo". Tuvo el privilegio de tratar a S.M. el Rey y a S.M. la Reina y, de ser tratado por ellos, de "querido primo".

## Trayectoria militar
Debutó e hizo sus primeras armas voluntariamente junto a su padre, el Mariscal de Luxemburgo, sirviendo como Capitán en el Real Ejército de Su Majestad, distinguiéndose en las batallas de Steinkerque y Nervinde. En 1693, mientras apenas contaba con 18 años de edad, se convirtió en Coronel del Regimiento de Provenza y luego del de Piamonte. Participó en todas las campañas de Flandes, hasta el Tratado de Paz de Rijswijk.
En 1703, en su calidad de Mariscal de Campo, actúa en la toma de Verue y en la Batalla de Cassano. Ascendido ya al rango de Lugarteniente General, la guerra de sucesión española le llevó a unirse al Real Ejército en Italia y en Flandes. En 1708, en la Batalla de Oudenaarde, realiza quince cargas de caballería victoriosas al mando de sus tropas, cubriéndose de gloria por este hecho.
El mismo año, logró penetrar en la ciudad de Lille durante el asedio y la defendió vigorosamente.
El 14 de junio de 1734 recibió el bastón de Mariscal de Francia.

## Títulos
- Primer Barón Cristiano
- Primer Barón de Francia
- VI Príncipe de Tingry
- Conde soberano de Luxe
- Conde de Beaumont
- Vizconde de Plédran
- Barón de Lantabat
- Barón de Ostabat
- Barón de Tardets
- Barón de Ahaxe
- Barón de Dax
- Señor de Dollot
- Caballero de la Soberana Orden de Malta
- Mariscal de Francia

| Período   | Escudo de Armas | Blasonamiento |
| --------- | --------------- | --- |
| 1675-1746 |                 | Montmorency-Luxembourg: En campo de oro, una Cruz de gules, cantonada de 16 aleriones de azur (Montmorency); sobre el todo, un escusón de plata cargado con un león rampante -con la cola doble y cruzada en sotuer - de gules, coronado, armado y lampasado de oro (Luxemburgo). Timbre: corona de Duque-Par. |

## Hôtel de Tingry

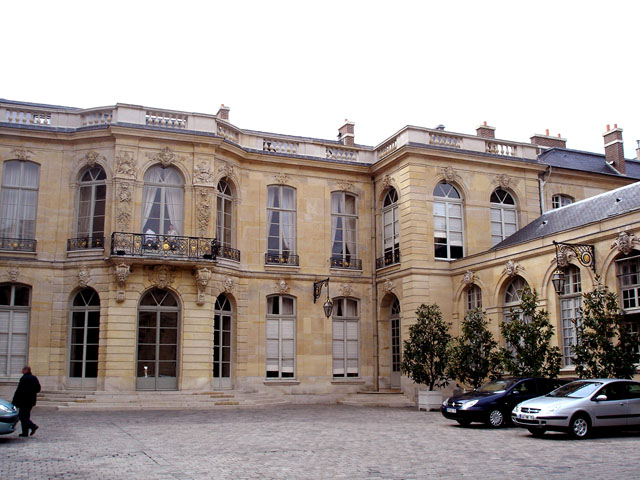
La "cour" del Hôtel de Matignon.

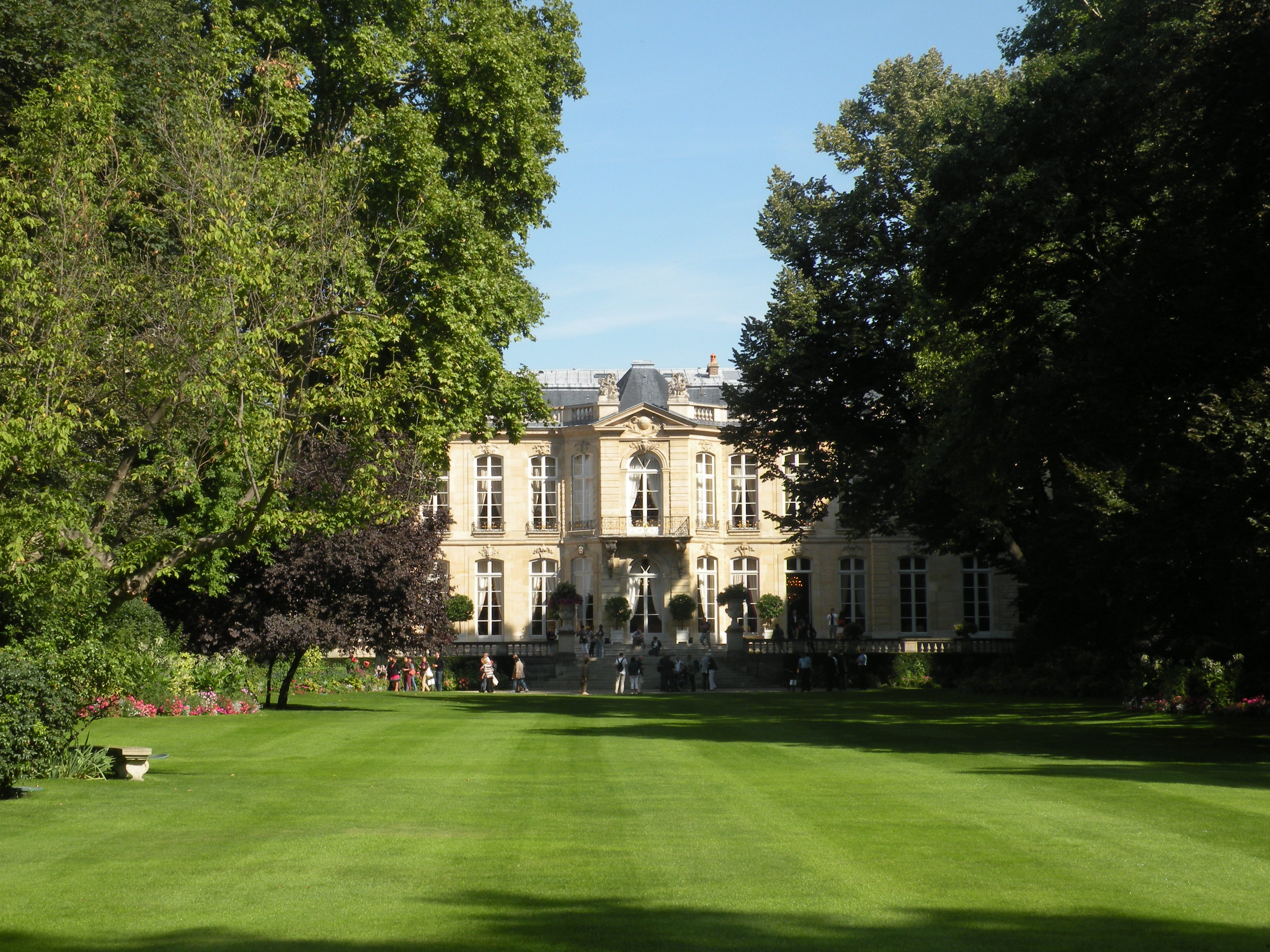
El parque del Hôtel de Matignon.

El Príncipe Cristián Luis, mandó a construir en 1723 un palacio para su residencia en París, para lo que contrató al afamado arquitecto francés Jean Courtonne. Se lo vendió a Jacques de Goyon de Matignon, conde de Thorigny, de donde el palacio toma su nombre hasta nuestros días. Hoy sirve de residencia oficial al primer ministro del Gobierno de Francia. Está situado en el número 57 de la rue de Varenne en el VII distrito de París.
Cuenta con una parte baja, un primer piso, un patio y un parque que rodea todo el edificio. En la parte baja se encuentran cuatro salones: la galería del consejo, el salón amarillo, el salón azul (usado para recibir a los visitantes ilustres) y el salón rojo. En la planta superior se ubican: el despacho del primer ministro, una sala de reuniones, un comedor y varias dependencias privadas.

## Familia y descendencia

Escudo de armas de la Casa de Harlay de Beaumont.

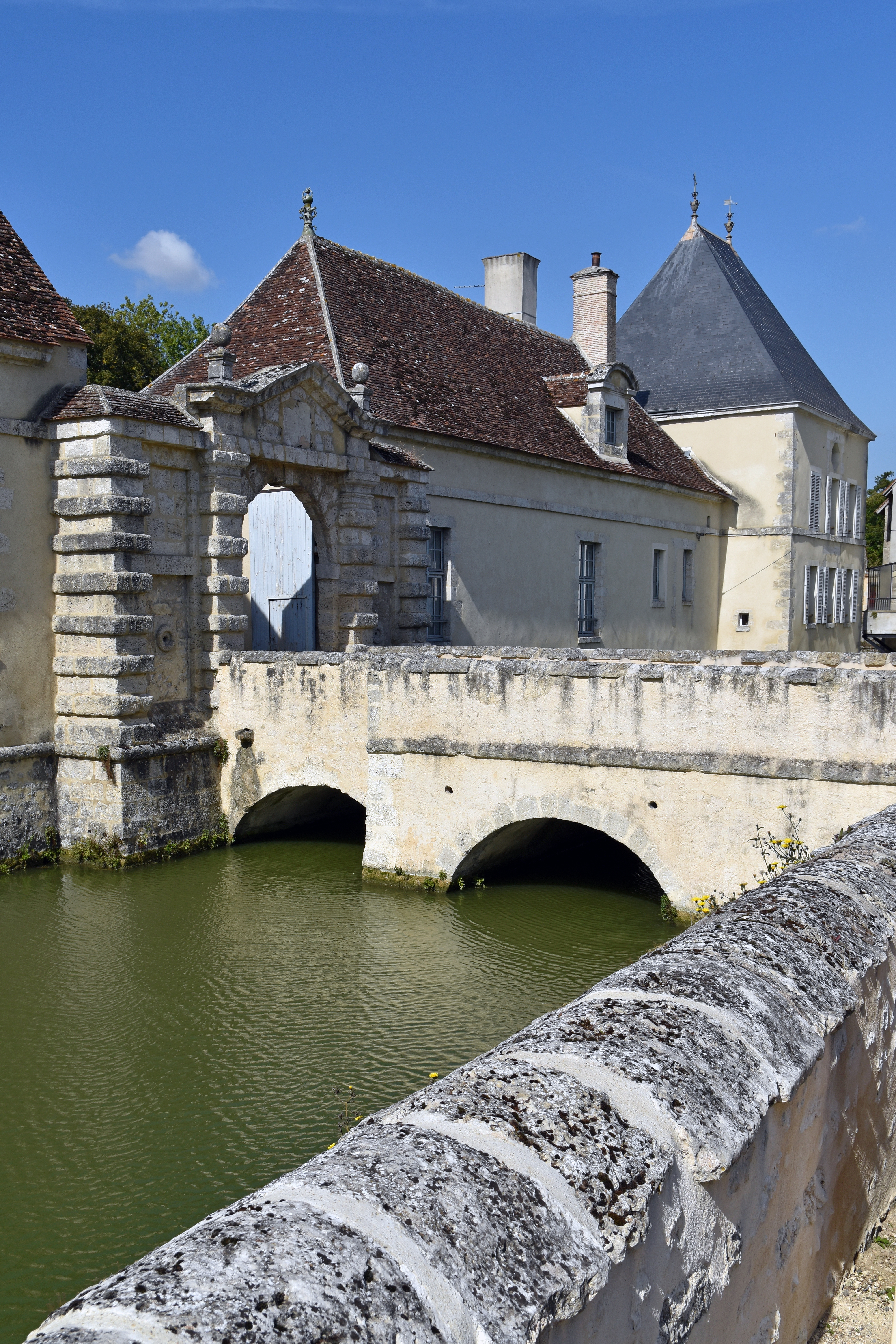
Portal de acceso y foso al Castillo de Beaumont, sede del Ducado de Beaumont.

El Príncipe de Tingry contrajo matrimonio en París el 7 de diciembre de 1711 con la V Condesa de Beaumont Louise-Madeleine de Harlay de Beaumont (1694-1749), hija de Achille IV de Harlay de Beaumont (1668-1717), IV conde de Beaumont, marqués de Bréval, Consejero del Parlamento de París en 1689, Abogado General en 1691, Consejero de Estado en 1697, y de la Marquesa Anne-Renée-Louise du Louët de Coëtjunval.
La V Condesa de Beaumont Louise-Madeleine de Harlay de Beaumont, como Princesa consorte de Tingry, ostentó el altísimo privilegio real de recibir los "Honores del Louvre", privilegio que obtuvo de S.M. el Rey su suegro, el Mariscal de Luxemburgo, para todas las Princesas consortes de Tingry, y que consistían principalmente en el derecho a ingresar a los palacios y castillos de la Casa Real en carruaje de cuatro caballos o en silla gestatoria con sus respectivos lacayos con librea; a ser tratado y tratar de "primo" a los soberanos (de palabra y por escrito); a tomar asiento en los aposentos de S.M. la Reina (derecho de taburete); y de sentarse con cojín en las Misas celebradas en presencia de SS.MM. los Reyes. Los "Honores del Louvre" estaban acordados para los Príncipes de Sangre de la Casa Real, a los Príncipes extranjeros, a los Pares de Francia, a los Cardenales, a los grandes dignatarios de la Corona y a los Grandes de España.
Los Duques de Beaumont, Príncipes de Tingry, fueron los legítimos padres de:
- 1. Príncipe Charles-François-Christian de Montmorency-Beaumont-Luxembourg (1713-1787), I duque de Beaumont, Príncipe de Tingry.
- 2. Princesa Eléonore-Marie de Montmorency-Beaumont-Luxembourg (1715-1755), que contrajo matrimonio con el duque Louis-Léon Potier de Tresmes (1695-1774), duque de Gesvres, Par de Francia, marqués de Gandelus, conde de Tresmes, Lugarteniente de los Ejércitos de Su Majestad, Gobernador General de la Isla de Francia, gobernador de las villas y castillos de Soissons, Laon y Pont-Audemer, con descendencia unida a los Du Guesclin, últimos descendientes de Bertrand du Guesclin, Condestable de Francia.
- 3. Princesa Marie-Louise-Cunégonde de Montmorency-Beaumont-Luxembourg (1716-1764), casada con el Príncipe Louis-Ferdinand de Croÿ-d'Havré (1713-1761), duque de Croÿ y de Havré, Príncipe del Sacro Imperio Romano Germánico, grande de España de primera clase, marqués de Wailly, conde de Fontenoy, vizconde de Langle, barón soberano de Fenestrange, lugarteniente de los Reales Ejércitos de Su Majestad, con sucesión unida nuevamente a los Príncipes Croÿ, a los Marqueses Du Bouchet de Sourches de Tourzel y a los Marqueses de Saint-Georges de Vérac.
- 4. Príncipe Joseph-Maurice-Annibal de Montmorency-Beaumont-Luxembourg (1717-1762), conde de Montmorency y Conde de Luxe, marqués de Bréval, Lugarteniente General de los Reales Ejércitos de Su Majestad, casado en primeras nupcias con Françoise-Thérèse-Martine Le Peletier de Rosambó y, en segundas, con la Marquesa Marie-Jeanne-Thérèse de l'Espinay de Marteville, con sucesión de la segunda unida a los Príncipes de Montmorency-Laval.
- 5. Príncipe Sigismond-François de Montmorency-Beaumont-Luxembourg (1720-1720), fallecido en su menor edad, Caballero de Malta.
- 6. Príncipe Nicolas-Achille-Louis de Montmorency-Beaumont-Luxembourg (1723-1725), fallecido de dos años de edad, Caballero de Malta.